# Cladocolea hintonii
Cladocolea hintonii är en tvåhjärtbladig växtart som beskrevs av Kuijt. Cladocolea hintonii ingår i släktet Cladocolea och familjen Loranthaceae. Inga underarter finns listade i Catalogue of Life.